# 頸城野號列車
頸城野（日语： Kubikino */?）號列車是由東日本旅客鐵道（JR東日本）運行於新井站至新潟站之間的快速列車。途經信越本線。本條目內將會記載信越本線於長野以北的優等列車演變。

## 概要
在1997年10月1日，北陸新幹線高崎站至長野站之間先行開通，同日實施時間表修正，當時開設了行走於長野站、高田站至新潟站之間的特急「豐收」，共有3個往返班次，另外開設了行走於長野站至直江津站之間的快速「信越接力妙高」，共有8個往返班次，這兩個列車方便乘客於長野站轉乘新幹線。但是，乘客往來首都圈與新潟縣之間的乘車路線，一般會選擇上越新幹線加北越急行北北線，因此「豐收」與「信越接力妙高」的客量較少，使班次後來被削減及行走區間被縮短。「豐收」於運行末期只行走高田站以北區間。同一時期的「信越接力妙高」只有3個往返班次。使當初方便乘客轉乘新幹線的功能減退，這些列車的功能變為連接新潟縣與長野縣之間的城際列車。
在2002年12月1日時間表修正中，特急「豐收」被廢除，由快速「頸城野」取代並開始運行し，「信越接力妙高」改名為「妙高」。而「妙高」由原來的快速列車變為普通列車，由於該列車還有連結指定席，因此繼續附上列車名稱。
在2015年3月14日，北陸新幹線長野站至金澤站之間開通，同日實施時間表修正，「頸城野」和「妙高」均被廢除。由特急「白雪」取代，而「白雪」同時取代特急「北越」的服務。「白雪」成為了行走於新潟縣上越地區至新潟站之間的主要優等列車。在當時，「白雪」共有5個往返班次，行走於新井站/上越妙高站至新潟站之間。另外也開設了行走於直江津站至新潟站之間的快速「早安信越·樂樂列車信越」，共有1個往返班次，行走於新井站至新潟站之間的快速列車，共2個往返班次，行走於糸魚川站至新潟站之間的快速列車，共1個往返班次。合共設有9個往返班次的特急和快速列車班次。另一方面，「妙高」的行走區間由於落入兩縣的第三部門鐵道（即是信濃鐵道的北信濃線和越後心跳鐵道的妙高躍馬線），兩間鐵路公司沒有繼承「妙高」的班次，在長野站至新井站之間沒有開設快速列車班次，只有普通列車班次。
「頸城野」和「妙高」這些列車愛稱取自列車通過地區。參見「列車愛稱的由來」。

## 頸城野

### 廢除前的運行概況
每日設有3個往返班次，行走於新井站至新潟站之間。當中「頸城野」6號於直江津站→新井站之間變為普通列車。
在直江津站至新潟站之間的停車站基本上與特急列車相同。在這個區間中，「頸城野」停靠特急「北越」的停車站及宮內站，因此在該區間的所需時間只是慢特急約10分鐘。而至於為何加停1個車站會使所需時間慢10分鐘，這是由於特急是以120km/h的速度行駛，快速通常只以100km/h的速度行駛。

### 使用車輛
「頸城野」使用新潟車輛中心所屬的485系電動列車行走。1號車廂的一半空間是普通車廂指定席，另一半空間是綠色車廂指定席。
- 列車行走「頸城野3號」前與「頸野野4號」到達終點站後的班次中，會另外會各自行走普通列車（直江津站至新井站之間，列車編號1328M、1351M）。這兩班普通列車不會開放1號車廂。
- 曾經「頸城野」基本上使用485系T16、17編成。在2014年4月，該2抽列車退役，後來使用了485系T編成、R編成或K編成行走。

### 停車站
新井站 - 北新井站 - 脇野田站 - 南高田站 - 高田站 - 春日山站 - 直江津站 - 柿崎站 - 柏崎站 - 宮內站 - 長岡站 - 見附站 - 東三條站 - 加茂站 - 新津站 - 新潟站
- 在新井站至直江津站之間，不論是普通和快速列車也會各站停車。但是1號會通過北新井站、脇野田站和南高田站。

## 妙高

### 廢除前的運行概況
每日設有3個往返班次，行走於長野站至直江津站之間。2號為快速列車班次，其他為普通列車班次。為廢除前，由於「妙高」是特急「淺間」與「白山」的替代服務，因此所有列車於長野站的出發時間會配合新幹線的到達時間。
另外，通常各列車的最後一節車廂（上行為6號，下行為1號車廂）為指定席。但是，在一些季節時段，上行的5號，下行的2號車廂也會變為指定席。

### 使用車輛
「妙高」使用長野綜合車輛中心所屬的183系、189系電動列車（N101 - 103編成）行走。
- 上行和下行列車的指定席車輛位置相異。通常各列車的最後一節車廂為指定席，相對於中間車廂所配備的座位是躺椅，N101編成於車頭與車尾，N102、103編成於靠近直江津一方的車頭/尾會設置了簡易躺椅。因此，上行列車的自由席車廂會配備了較高級的座椅。

### 停車站
直江津站 - 春日山站 - 高田站 - 新井站 - 妙高高原站 - 黑姬站 - 古間站 - 牟禮站 - 豐野站 - 三才站 - 北長野站 - 長野站
- 上述的停車站只限2號停靠。其他班次則為各站停車。

## 信越本線長野以北優等列車演變

### 都市之間準急→急行列車群及隨後發展
- 1961年（昭和36年）10月1日：開設行走於長野站至新潟站之間的準急列車「米山」。
- 1962年（昭和37年）12月1日：開設行走於名古屋站至新潟站（途經中央本線、篠之井線）之間的急行列車「赤倉」。
- 1963年（昭和38年）10月1日：開設行走於新井站至新潟站之間的準急列車「頸城」。另外開設從糸魚川站出發前往新潟站的「姬川」。
- 1964年（昭和39年）：準急「米山」改於上田站到發（但是在上田站至長野站之間為普通列車）。
- 1965年（昭和40年）：準急「頸城」改於田口站（現時：妙高高原站）到發。
- 1966年（昭和41年）
  - 3月5日：隨著國鐵把部分準急列車升級為急行列車，「頸城」、「米山」和「姬川」升級至急行列車。
  - 7月20日：開設行走於柏崎站至新潟站之間的準急列車「角田」，途經越後線。
  - 10月1日：「姬川」加開上行班次，從新潟站前往青海站。但是該列車於北陸本線區間（直江津站→青海站）變為普通列車。。
- 1968年（昭和43年）10月1日：實施時間表修正（4·3·10（日语：ヨンサントオ）），設有以下改動：
  - 「頸城」與「米山」整合。愛稱統一為「米山」。
  - 「姬川」主要客源是從糸魚川市和西頸城（日语：西頸城郡）地方前往新潟市，而「角田」主要負責越後線內的快捷列車服務。在此時間表修正中把兩架列車整合為「姬川」，新的「姬川」途經越後線，上下行班次均行走於糸魚川站至新潟站之間，整個區間都是急行運輸。
- 1969年（昭和44年）10月1日：「姬川」的運行區間改為青海站至新潟站之間。
- 1972年（昭和47年）：隨著「米山」這個列車愛稱使用在行走於上野站至直江津站之間（途經上越線）的急行列車。「米山」改名為「戶隱」（有關後來的急行「米山」，參見朱鷺）。
- 1982年（昭和57年）11月15日：隨著上越新幹線開業而實施時間表修正（日语：1982年11月15日国鉄ダイヤ改正），設有以下改動：
  - 原本使用柴油列車行走的急行「赤倉」改用165系電動列車。
  - 急行「姬川」廢除，降級為快速列車，行走於柏崎站至新潟站之間（沒有附上列車愛稱）。
- 1984年（昭和59年）4月8日：隨著越後線和彌彥線電氣化，行走於柏崎站至新潟站之間的快速列車被廢除。
- 1985年（昭和60年）3月14日：「赤倉」與L特急「信濃」系統分離。急行「赤倉」變為臨時列車，行走於名古屋至妙高高原之間。另外原本的急行「赤倉」在靠近新潟一方的服務中，則改名為急行「南越後」，行走區間為松本站至新潟站之間（當中松本站至長野站之間為普通列車）。
- 1988年（昭和63年）3月13日：「戶隱」與「南越後」整合，改名為「赤倉」。當時「赤倉」使用了行走夜行快速「月光」（即後來的「月光越後」）樣式的165系升級車輛。在1988年的黃金周期間，開設了於新潟站到發的急行「赤倉」，以及於名古屋站到發的臨時急行（長野站至妙高高原站之間為普通列車）「赤倉81、82號」[3]。在下一個季節中，於名古屋站到發的列車名稱改名為「信越高原號」[4]。
- 1991年（平成3年）3月16日：「赤倉」的1個往返班次降級為快速列車「彌彥」，行走於長野站至新潟站（途經越後線）之間。
- 1993年（平成5年）12月1日：快速「彌彥」被廢除。

### 特急「豐收」登場與新幹線開業後
- 1997年（平成9年）

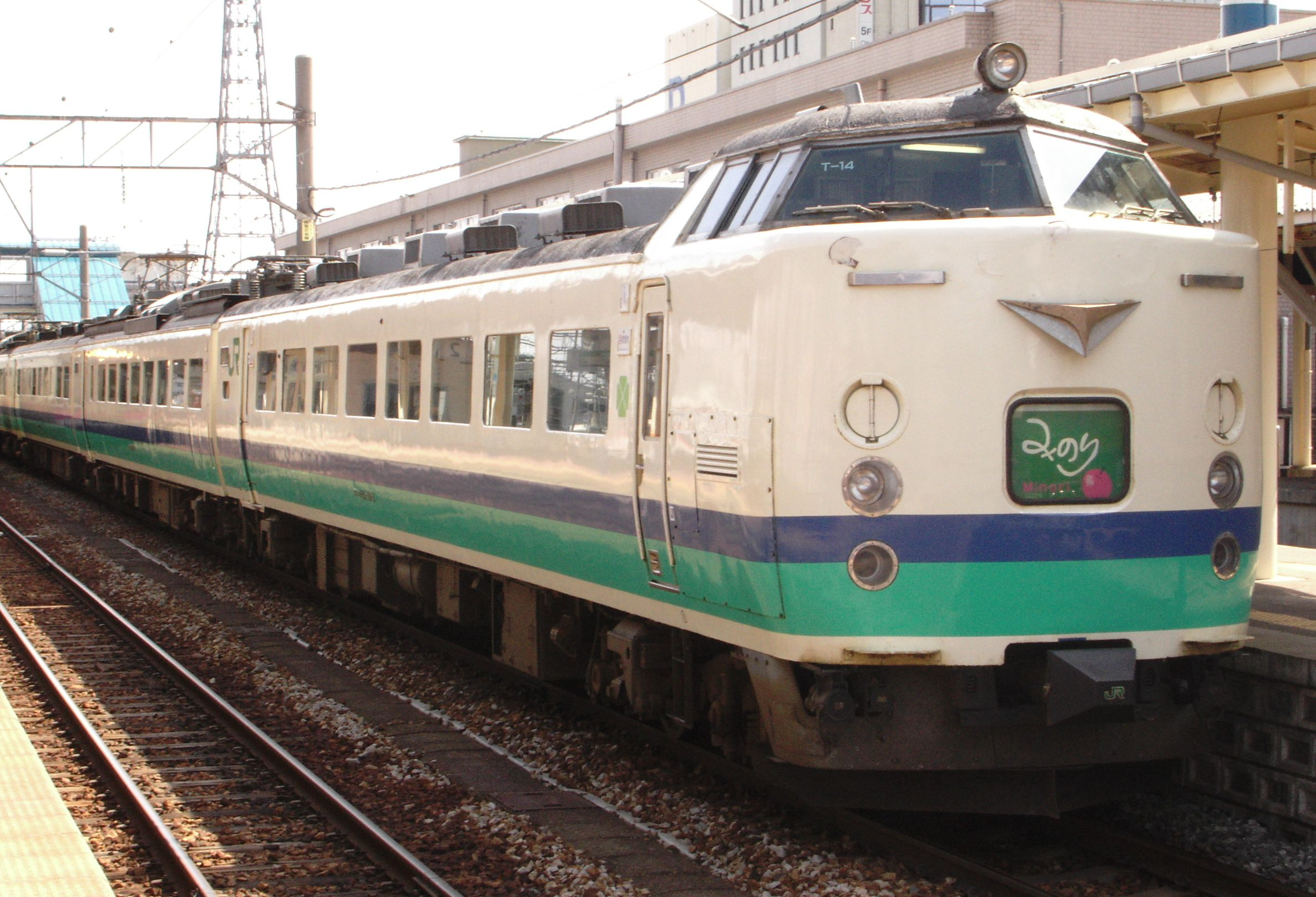
「豐收」

  - 3月22日：開設行走於高田站至新潟站之間的特急「豐收」，共有1個往返班次。
  - 10月1日：隨著長野新幹線開業，設有以下改動：
    - 急行「赤倉」2個往返班次併入至「豐收」，使「赤倉」被廢除。「豐收」變為行走於長野站至新潟站之間（2個往返班次）[2]和高田站至新潟站之間（1個往返班次）。
「豐收」當初以6卡編成行走。
停車站：長野站 - （豐野站） - 黑姬站 - 妙高高原站 - （關山站） - 新井站 - 高田站 - 直江津站 - 柿崎站 - 柏崎站 - 長岡站 - 見附站 - 東三條站 - 加茂站 - 新津站 - 新潟站。部分列車停靠括號內的車站。
    - 開設行走於長野站至直江津站之間的快速「信越接力妙高」，以替代L特急「淺間」和「白山」於該區間的服務，同時為新幹線乘客提供接駁列車服務。
「信越接力妙高」每日設有8個往返班次[2]。
- 2000年（平成12年）12月2日：實施時間表修正，設有以下改動：
  - 「豐收」於長野站到發的1個往返班次被廢除。而剩下於長野到發的1個往返班次改為使用由長野綜合車輛所所屬的183、189系6卡編成行走。
另外，由於在高速巴士競爭與乘客可於高崎站轉乘新幹線列車，使「豐收」的客量處於低水平。
  - 「信越接力妙高」班次大減至每日只有3個往返班次。
- 2001年（平成13年）12月1日：「豐收」於長野站到發的1個往返班次被縮短。使「豐收」的行走區間變為高田站至長岡站/新潟站之間，剩下2個往返班次。使183、189系6卡編成不再行走「豐收」班次。長野站至高田站之間再沒有優等列車班次。

### 都市之間的快速「頸城野」和「妙高」
- 2002年（平成14年）12月1日：實施時間表修正，設有以下改動：
  - 特急「豐收」降級為快速[5]。該快速命名為「頸城野」，行走於新井站至新潟站之間，共有3個往返班次[1]。
  - 「信越接力妙高」改名為「妙高」。每日增至4個往返班次。
- 2004年（平成16年）
  - 10月16日：「妙高」每日增至5個往返班次。
  - 10月27日 - 11月28日：由於在10月23日發生新潟縣中越地震，上越新幹線越後湯澤站至新潟站之間不能通行。因此開設了4班臨時快速列車，行走於長野站至新潟之間，途經信越本線與越後線，以便乘客使用長野新幹線（當時的通稱）轉乘該列車前往新潟方向。
在當時作為天災緊急運送服務，該臨時列車使用了485系的一般車輛、翻新車輛和「月光越後」專用車輛。整個車廂都是自由席，綠色車廂也開放使用，但是吸煙車廂則定為禁煙區。而同一時間，「頸城野」和「妙高」繼續提供服務。
- 2005年（平成17年）
  - 當年，「頸城野」以6卡編成行走時，連結的吸煙車廂定為禁煙區。
  - 12月：受到羽越本線特急出軌翻側事故影響，由於把所有新潟車輛中心的R編成（6卡編成）暫停服務，使車輛不足。「頸城野」行代編成T18編成（6卡編成）也不能使用，由R2編成9卡補上，使當時沒有6卡編成列車行走「頸野野」，以及沒有連結綠色車廂。
- 2006年（平成18年）
  - 1月23日：「頸城野3號」在信越線茨目站至安田站之間與私家車發生相撞意外，使T21編成4輛不能行走。「頸城野」便以T22編成4卡編成與R2編成6卡編成（沒有綠色車廂）2抽列車行走。
  - 2月：上述事故的T21編成重新服務，使所有列車重回使用T21編成和T22編成。
  - 5月20日：早上從新井站出發的「頸城野1號」，以及黃昏從新潟站出發的「頸城野4、6號」這三班列車由於客量較高，使所有「頸城野」班次由原來使用485系4卡編成（全車普通車廂自由席），變為增加1卡普通車廂自由席及1卡半個空間普通車廂指定席與半個空間綠色車廂指定席的485系6卡編成。
- 2007年（平成19年）
  - 3月18日：所有車廂禁煙。
  - 7月16日 - 7月29日：受到新潟縣中越沖地震影響，所有列車暫停服務。
  - 7月30日：「頸城野」1個往返班次（1、6號）暫時重開，只行走於新潟站至柏崎站之間（柏崎站至新井站之間停運，長岡站至柏崎站之間各站停車）。其他班次繼續暫停服務。
  - 8月10日：「頸城野」1個往返班次（2、5號）暫時重開，只行走於新潟站至柏崎站之間（柏崎站至新井站之間停運）。「頸城野」1個往返班次（1、6號）回復至停靠原來的停車站。「頸城野」的1個往返班次（3、4號）繼續暫停服務。
  - 9月1日：「頸城野」1個往返班次（3、4號）暫時重開，只行走於新潟站至柏崎站之間（柏崎站至新井站之間停運）。
  - 9月13日：「頸城野」於柏崎站至新井站之間服務重開。但是，柏崎站至柿崎站之間需要慢速行駛。
- 2010年（平成22年）
  - 3月13日：「頸城野6號」在直江津站至新井站之間各站停車。
  - 12月4日：「頸城野」（下行3、5號，上行2號）在直江津站至新井站之間各站停車。「頸城野6號」在直江津至新井站之間變為普通列車。
- 2012年（平成24年）
  - 3月17日：實施時間表修正，設有以下改動[6]。
    - 「妙高」2個往返班次（下行3、7號，上行6、10號）被廢除，變為沒有愛稱的普通列車（使用車輛方面，由特急型車輛變為近郊型車輛）。使「妙高」只剩下3個往返班次。
    - 由於急行「北國」廢除定期班次，使直江津站至新潟站之間的替代服務由快速「早安信越」補上（全車指定席）。
    - 「頸城野」的普通車廂指定席變為1、2號車廂，而使用定期車票與座位指定券的乘客可使用該車廂。
- 2015年（平成27年）3月14日：北陸新幹線長野站至金澤站之間開通。快速「頸城野」、「妙高」被廢除。「頸城野」於新井站至新潟站之間的服務由特急列車「白雪」取代，使用E653系電動站車行走，共有5個往返班次（當中3個往返班次行走於新潟站至上越妙高站），另外開設使用115系電動列車的快速列車（沒有列車愛稱），共有2個往返班次。而「白雪」會通過原本「頸城野」停靠的宮內站。快速列車除了停靠「白雪」的停車站外，還加停龜田站、矢代田站、三條站、宮內站、來迎寺站和犀潟站[7]。

### 列車愛稱的由來
- 頸城野、頸城：取自行走地區的舊名頸城（東頸城郡、中頸城郡、西頸城郡）。
- 妙高（日语：／）：取自妙高山。

（以下按五十音排列）
- 赤倉（日语：／）：該列車中途會停靠新潟縣妙高高原站，取自該車站附近設有赤倉溫泉（日语：赤倉温泉 (新潟県)）。
- '角田：取自角田山（日语：角田山）。
- 戶隱：取自戶隱山（日语：戸隠山）。
- 姬川（日语：姫川）：取自位於糸魚川市的姬川。
- 南越後（日语：／）：取自新潟縣舊國名越後國的其南部，指的是上越地方。而據說上越（日语：上越）這個名稱是取自越後國與上野國兩國合名而成。
- 豐收：取自列車途經農業繁榮的地區，因此使用了相關的詞彙作為列車名稱。而「豐收」的頭牌中可看見長野縣特產蘋果（可參見上方插圖）。
- 彌彥：取自彌彥山。

## 注腳
1. 1 2 3  . RAIL FAN (鉄道友の会). 2003-03-01, 50 (2): 24 （日语）.
2. 1 2 3 4  . 交通新聞 (交通新聞社). 1997-07-29: 1 （日语）.
3. ↑  . JR編集時刻表 (弘済出版社). 1988-03, (299): 466 – 483 （日语）.
4. ↑  . JR時刻表 (弘済出版社). 1988-08, (304): 466 – 484 （日语）.
5. ↑  外山勝彦. . RAIL FAN (鉄道友の会). 2003-02-01, 50 (2): 20 （日语）.
6. ↑  2012年3月ダイヤ改正について （页面存档备份，存于）（日語） - {{Translink|ja|東日本旅客鉄道長野支社|東日本旅客鐵道長野分社{{ 2011年12月16日
7. ↑   (PDF) (新闻稿). 東日本旅客鐵道新潟分社. 2014-12-19  [2014-12-19]. （原始内容 (PDF)存档于2014年12月22日） （日语）.